# 이메레티주 (러시아 제국)
이메레티주(러시아어: Имеретинская область)는 1811년부터 1840년까지 존재했던 러시아 제국의 주로 주도는 쿠타이시이다. 1840년 그루지노이메레티현에 편입되었다.